# Vogal posterior semifechada não arredondada
A vogal posterior semifechada não arredondada é um tipo de som vocálico usado em algumas línguas, o símbolo usado no Alfabeto Fonético Internacional para representar este som é ⟨ɤ⟩. Não se deve confundi-lo com o símbolo da fricativa velar sonora, ⟨ɣ⟩. É representada no X-SAMPA como ⟨7⟩.

## Características
- É uma vogal posterior porque  sua articulação se situa na parte mais atrás da boca possível sem criar uma constrição que a classificaria como uma consoante.
- É uma vogal semifechada porque a língua é posicionada a dois terços do percurso entre entre uma vogal fechada e uma vogal média.
- É uma vogal não arredondada porque os lábios não são arredondados.

## Ocorrências
| Idioma     | Palavra    | AFI      | Significado     | Notas         |
| ---------- | ---------- | -------- | --------------- | ------------- |
| Alicano    | gamó       | [ɣɑmɤʔ]  | pepino          |               |
| Búlgara    | път        | [pɤ̞̈t]    | caminho         | Centralizada. |
| Escocês    | doirbh     | [d̪̊ɤrʲɤv] | difícil         |               |
| Estoniano  | kõrv       | [kɤ̞rv]   | orelha          |               |
| Irlandês   | Uladh      | [ɤlˠu]   | Ulster (região) |               |
| Mandarim   | 喝 (hē)    | [xɤ˥]    | beber           |               |
| Önge       | önge       | [ˈɤŋe]   | homem           |               |
| Tailandês  | เธอ (thoe) | [tʰɤː]   | tu              |               |
| Vietnamita | ty         | [ti]     | escritório      |               |